# Carmen Tocală
Emilia Carmen Tocală (n. 15 martie 1962, Tulcea, Tulcea, România) este o fostă jucătoare română de baschet. Și-a început cariera în management în 1999, când a preluat echipa feminină Sportul Studențesc, ca antrenoare și ca manager. În 2004 a devenit președintă a Federației Române de Baschet, iar apoi, între 2012 și 2016, a condus Autoritatea Națională pentru Sport și Tineret și a fost secretar de stat pe probleme de sport în cadrul Ministerului Tineretului și Sportului. În iunie 2019 a fost aleasă, în cadrul ședinței Board-ului FIBA Europe, în funcția de vicepreședinte al forului continental. Carmen Tocală este prima femeie din istoria federației europene care ocupă această funcție.
În anul 2013  a fost aleasă președinte de Onoare al Federației Române de Baschet cu unanimitate de voturi. 
Componentă a loturilor naționale ale României din 1977- 1994, Carmen Tocală a jucat un rol important în acest sport, fiind una dintre cele mai combative, longevive și titrate jucătoare de baschet din România, multiplă medaliată, vicecampioană mondială universitară, campioană balcanică și națională. Venită din școala tulceană de baschet, în anul 1977, la numai 15 ani își face debutul în prima divizie în prestigioasa echipă de aur a Politehnicii din București(finalistă în cupele europene) dar și a României, alături de Gabriela Ciocan, Ecaterina  Savu, Susana Pârsu, Cornelia Taflan, Angelica Tita, ca mai apoi să activeze alături de Maria Roșianu, Doina Mate- Prăzaru sau Mariana Bădinici.
•   Cluburi la care a activat ca sportivă
Politehnica București – Sportul Studentesc, campioană națională, caștigătoare Cupa României, multiplu medaliat
Rapid București- dublu medaliată, Someșul Dej, medaliat,
Bayern Leverkusen, Germania.
Rezultate internationale
-1980 locul VI la Campionatul European de senioare
-1979- 1980 - Campioană Balcanică
-1983 Vicecampioană Mondială - Jocurile Mondiale Universitare, Edmonton( Canada).

•   Educație și formare
Este absolventă în anul 1985 a Institului Politehnic București, unde rămâne ca asistent universitar cerecetare până în anul 1990. 
În 1991 începe studiile în domeniul Educației Fizice și a Sportului la Academia Națională de Educație Fizică și Sport din București, continuând studiile în acest domeniu cu ciclul II- Master la Universitatea Spiru Haret, programul de studii Managementul Activității Sportive. În anul 2008 termină studiile programului de specializare în domeniul Relații Internaționale, ca absolventă a Institulului Diplomatic Român, MAE pe care le completează în 2013 cu Diplomația în Administrația Publică din cadrul Colegiului Național de Administrație, Administrație Europeană. În perioada 2013-2019 a aprofundat fluxul informațional la Școala Doctorală UNEFS București, opținând titlul de doctor în Știința Educației Fizice și a Sportului. 

·       Activitate de demnitate publică
Prin transformarea Autorității Naționale în Ministerul Tineretului și Sportului, în ianuarie 2013, Emilia Carmen Tocală este numită prin decizie a primului ministru Victor Ponta  în funcția de Secretar de Stat, fiind ordonator de credite pentru domeniul sport, funcție din care a fost eliberată prin decizie a primului ministru în martie 2016. În această perioadă a fost și Președintele Comisiei Naționale de Acțiune împotriva Violenței în Sport.

•   Activități și proiecte de elaborare strategii
·      Federatia Român de Baschet,  Strategia națională de dezvoltare a baschetului din România în raport cu cerințele internaționale;
•       Ministerul Tineretului și Sportului – coordonator / membru grup de lucru pentru reforma administrativă în sport, transferul de competențe și responsabilități de la nivel central la local( lege respinsă de CCR);
•       Ministerul Educatiei, Cercetării, Tineretului și Sportului – membru grup de lucru Strategie Naționala Sport, membru Consiliu Național;
•       MTS si MDRAP – membru grup de lucru proiect strategic de reformă prin descentralizare administrativă în domeniul sportului și tineretului (nivel central);
•       FIBA  - membru grup de lucru și comisie de evaluare proiecte “Strategie de dezvoltare baschet feminin pentru toate statele membre”(nivel european), “Her World- Her Roules”, “ Youth Development Founds” samd. 
•       CIAP( membru Comitetul interministerial pentru Acordul de parteneriat 2014-2020);

•       FOTE – membru Comisie Interministerială, 2012-2013;
•    membru Consiliul Director Agenția Națională Antidoping, ANAD, 2008- 2012 .

Distincții
Carmen Tocala a primit distincții atât românești, cât și străine. Menționăm următoarele:
·       Maestru al sportului în anul 1983
·       Maestru emerit al sportului în anul 1987
·       Distincții FIBA Europe
·       Distincții FIBA
·       Distincții de merit federații sportive naționale
·       MVP – CNJ 1980
·       Distincții de merit sportiv 

Legături externe
FIBA
FIBA Europe
Liga Balcanică
EACEA
BCL
Central European League
•   Activitate profesională
2013- prezent             Vicepreședinte FIBA Europa
2019- prezent              Membru Biroul Executiv FIBA
2019 .–  prezent        Membru Central Board FIBA
2010- 2019                  Membru Board FIBA Europa
2014-2019                   Presedinte Comisie Feminină FIBA Europa
2012- 2013                  Președinte Autoritatea Națională pentru Tineret și Sport
2013- 2016                  Secretar de Stat Ministerul Tineretului si Sportului
2020                             Expert evaluator EACEA
2008                             Membru Board Liga Balcanica
2012- 2016             Președinte Comisia Națională de Acțiune Împotriva Violenței în  Sport
2016- prezent              Membru Comisia Tehnică Olimpică
2005- 2012                  Președinte FRBaschet
2004-2005                   Manager baschet feminin FRBaschet
2001-2005                   Antrenor loturi naționale de baschet senioare, tineret
1999-2003.              Manager- antrenor sectia de baschet Sportul Studențesc
1975- 1999                  Jucător de baschet 
Hobby
1998- 2004 Redactor șef adj. -Revista VEDETE
1992- 1997 Reporter special ” Sportul XXI”
2004- 2012 Fondator /Redactor Șef FRBaschet Magazin

Proiecte derulate
•       Educație prin Sport
•       Să creștem sănătos, Baschet în gradinițe
•       Basket 3x3( Student Cup,Student Sport, Best Sport, Club 30), Caravana 3x3 FIBA Europe 
•       Sport pentru Toți, sănătate pentru toți
•       Dl Goe joacă basket
·      “Eu vreau să joc baschet”, proiect baby și minibaschet”
·      “Marșul minibaschetbalistului”, marșul pentru toți
•       Programul Național “Pierre de Coubertin”
·      Programul Mondial “Skills” 2020
·      Perform Sport 2009 – present
Acțiuni de  caritate desfășurate
•       Campania “Dăruiește”   
•       All Star Game( edițiile anuale, feminin și masc), vizite, donații
•       Vizite în Centre de plasament(Final 4, masc și feminin, anual)
•       Vizite la Casele pentru batrâni
•       Vizite la Spitale de copii
•       Campania “Dăruiește” – inundații
·      “ Țintește 10”
·      Centenarul Sportului Studențesc

Acțiuni de dezvoltare infrastructură Sportivă
•       Baza sportivă și sediu Federația Română de Baschet
•       Complexul Sportiv Național de  Tir Sportiv, proiect aprobat MDRAP și  predat la CNI iunie 2017
•       127 de terenuri de baschet în aer liber
•       dotare grădinițe cu panouri de baschet
•       1258 de panouri de baschet montate în Romania în colaborare cu UAT -urile

Proiecte in sport, perspectivă
•       Emblema scolii,                
•       Un zid impotriva indiferentei, sedenatrismului si obezitatii, proiect” leisure sport”
•      “ Punte între generații”, lupta împotriva excluziunii sociale a seniorilor de vârsta a treia
·      Let’s go/ let’s do it/ let’s play!
•      Skills